# Lydus humeralis
Lydus humeralis is een keversoort uit de familie van oliekevers (Meloidae). De wetenschappelijke naam van de soort is voor het eerst geldig gepubliceerd in 1817 door Gyllenhal.